# Goran Tomić
Goran Tomić (* 18. März 1977 in Šibenik, SFR Jugoslawien) ist ein ehemaliger kroatischer Fußballspieler und aktueller Trainer.

## Karriere

### Spieler
Goran Tomić begann bei Hajduk Split mit dem Fußballspielen und kam über die Jugendteams des HNK Šibenik 1995 in den Profisport. 1997 wechselte er nach Griechenland zu AEK Athen und in der darauf folgenden Saison nach Italien zu Reggina Calcio. In der Saison 1999/00 konnte er mit dem Vicenza Calcio die Serie B gewinnen und stieg mit den Venetianern in die Serie A auf. 2001 holte ihn der SV Austria Salzburg nach Österreich. Mit den Salzburgern konnte er 2003 dritter werden und schlug im UEFA-Cup unter anderem Udinese Calcio. Nach der Übernahme von Red Bull des Salzburger Vereins siedelte er nach Belgien zum Lierse SK, wo er allerdings nur zu einem einzigen Einsatz kam. Für die Saison  2006/07 spielte er noch in China bei Henan Construction, ehe er 2006 im Alter von nur 29 Jahren seine Karriere als aktiver Spieler beendete.

## Erfolge
- 1× Meister Serie B mit Vicenza Calcio 1999/00
- 1× Teilnahme UEFA-Cup mit SV Austria Salzburg 2003/04